# Keep Your Hands Off Eizouken!
Keep Your Hands Off Eizouken! (jap. 映像研には手を出すな！ Eizōken ni wa te o dasu na!) – manga autorstwa Sumito Ōwary, publikowana na łamach magazynu „Gekkan! Spirits” wydawnictwa Shōgakukan od lipca 2016.
Na podstawie mangi studio Science Saru stworzyło serial anime, który emitowano między styczniem a marcem 2020. Od kwietnia do maja 2020 emitowana była również TV drama, a we wrześniu tego samego roku premierę miał film live action.

## Fabuła
Uczennica pierwszej klasy liceum Midori Asakusa uwielbia anime i twierdzi, że w animacji najważniejszy jest pomysł. Od dzieciństwa spędza ona czas na rysowaniu niekończących się pomysłów i scenerii w swoim szkicowniku, jednak nigdy nie zrobiła pierwszego kroku w kierunku stworzenia anime, wierząc, że nie jest to coś, co może zrobić sama. Talent Asakusy zostaje dostrzeżony przez przedsiębiorczą Sayakę Kanamori, która nawiązuje z nią więź. Kiedy po rozpoczęciu nauki w liceum, dziewczyny dowiadują się, że ich nowa koleżanka z klasy, modelka Tsubame Mizusaki, chce zostać animatorką, postanawiają założyć szkolny klub animacji, z Asakusą jako reżyserką i scenarzystką, Kanamori jako producentką i Mizusaki jako animatorką.

## Bohaterowie

### Eizouken
- Midori Asakusa (jap. 浅草みどり Asakusa Midori)

Seiyū: Sairi Itō 
- Sayaka Kanamori (jap. 金森さやか Kanamori Sayaka)

Seiyū: Mutsumi Tamura 
- Tsubame Mizusaki (jap. 水崎ツバメ Mizusaki Tsubame)

Seiyū: Misato Matsuoka 
- Pan Fujimoto (jap. 藤本先生 Fujimoto-sensei)

Seiyū: Kazuhiko Inoue 

### Klub audio
- Parker Dōmeki (jap. 百目鬼・パーカー Dōmeki Pākā)

Seiyū: Yumiri Hanamori 

### Samorząd uczniowski
- Tōru Dōtonbori (jap. 道頓堀透 Dōtonbori Tōru)

Seiyū: Miyuki Kawashō 
- Sowande Sakaki (jap. さかき・ソワンデ Sakaki Sowande)

Seiyū: Mikako Komatsu 
- Kyū Ajima (jap. 阿島九 Ajima Kyū)

Seiyū: Hiroko Kiso 

### Klub robotów
- Robo-ken Ono (jap. ロボ研小野)

Seiyū: Yūki Ono 
- Robo-ken Kobayashi (jap. ロボ研小林)

Seiyū: Yūsuke Kobayashi 
- Robo-ken Gotō (jap. ロボ研後藤)

Seiyū: Ryūnosuke Watanuki 
- Robo-ken Seki (jap. ロボ研関)

Seiyū: Shiori Izawa 

## Manga
Pierwszy rozdział mangi został opublikowany 27 lipca 2016 w magazynie „Gekkan! Spirits”. Następnie wydawnictwo Shōgakukan rozpoczęło zbieranie rozdziałów do wydań w formacie tankōbon, których pierwszy tom ukazał się 12 stycznia 2017. Według stanu na 12 grudnia 2024, do tej pory wydano 9 tomów.
| Nr | Data wydania (język japoński) | ISBN (język japoński)  |
| -- | ----------------------------- | ---------------------- |
| 1  | 12 stycznia 2017              | ISBN 978-4-09-189296-6 |
| 2  | 12 września 2017              | ISBN 978-4-09-189636-0 |
| 3  | 12 czerwca 2018               | ISBN 978-4-09-189887-6 |
| 4  | 10 maja 2019                  | ISBN 978-4-09-860241-4 |
| 5  | 30 stycznia 2020              | ISBN 978-4-09-860531-6 |
| 6  | 12 października 2021          | ISBN 978-4-09-861156-0 |
| 7  | 12 lipca 2022                 | ISBN 978-4-09-861330-4 |
| 8  | 12 lipca 2023                 | ISBN 978-4-09-861739-5 |
| 9  | 12 grudnia 2024               | ISBN 978-4-09-863082-0 |

## Anime
Adaptacja w formie telewizyjnego serialu anime została ogłoszona w maju 2019. Seria została wyprodukowana przez Shōgakukan, Warner Bros. Japan i Science Saru. Reżyserią zajął się Masaaki Yuasa, który odpowiadał także za kompozycję serii, scenariusz napisał Yūichirō Kido, postacie zaprojektował Naoyuki Asano, a muzykę skomponował Oorutaichi. 12-odcinkowe anime było emitowane od 6 stycznia do 23 marca 2020 w stacji NHK General TV. Motywem otwierającym jest „Easy Breezy” w wykonaniu Chelmico, natomiast końcowym „Namae no nai ao” (jap. 名前のない青) autorstwa Kami-sama, boku wa kizuite shimatta. Popularność serialu sprawiła, że w październiku 2021 został on ponownie wyemitowany na antenie NHK Educational TV. Prawa do streamingu serii poza Azją nabył Crunchyroll.

### Lista odcinków
| №  | Tytuł                                                                                   | Premiera         |
| -- | --------------------------------------------------------------------------------------- | ---------------- |
| 1  | The Greatest World! Saikyō no sekai! (最強の世界！)                                     | 6 stycznia 2020  |
| 2  | The Eizouken Takes the Stage! Eizōken, bakutansu! (映像研、爆誕す！)                    | 13 stycznia 2020 |
| 3  | Let’s Accomplish Something! Jisseki wo uchitatero! (実績を打ち立てろ！)                 | 20 stycznia 2020 |
| 4  | Hold That Machete Tight! Sono Machetto wo tsuyoku nigire! (そのマチェットを強く握れ！)  | 27 stycznia 2020 |
| 5  | An Iron Giant Appears! Tetsukyojin arawaru! (鉄巨人あらわる！)                          | 3 lutego 2020    |
| 6  | Let’s Do Better Than Last Time! Zensaku yori shinposuru-beshi! (前作より進歩するべし！) | 10 lutego 2020   |
| 7  | I Have To Do It For Myself! Watashi wa watashi wo sukuunda! (私は私を救うんだ！)        | 17 lutego 2020   |
| 8  | The Grand Shibahama Festival! Dai-Shibahama-sai! (大芝浜祭！)                           | 24 lutego 2020   |
| 9  | Aim for Comet A! Kometto A o mezase! (コメットＡを目指せ！)                             | 2 marca 2020     |
| 10 | Against Our Independent World! Dokuji sekai no tairitsu! (独自世界の対立！)             | 9 marca 2020     |
| 11 | Each Other’s Existence! Sorezore no sonzai! (それぞれの存在！)                          | 16 marca 2020    |
| 12 | Shibahama UFO Wars! Shibahama yūfō taisen! (芝浜ＵＦＯ大戦！)                           | 23 marca 2020    |

## Film live action
Film live action na podstawie mangi został zapowiedziany 15 października 2019. Produkcję wyreżyserował Tsutomu Hanabusa, a w rolach głównych wystąpiły członkinie grupy idolek Nogizaka46 Minami Umezawa, Asuka Saitō i Mizuki Yamashita jako Sayaka Kanamori, Midori Asakusa i Tsubame Mizusaki. Pierwotnie premiera miała odbyć się 15 maja 2020, ale została przełożona na 25 września tego samego roku z powodu pandemii COVID-19.

## TV drama
W lutym 2020 ogłoszono, że film zostanie poprzedzony sześcioodcinkowym miniserialem telewizyjnym, z tą samą ekipą produkcyjną i obsadą co film. Serial był emitowany na antenie MBS od 5 kwietnia do 10 maja 2020.